# Gran Premio de Lugano 2018
La 72.ª edición de la clásica ciclista Gran Premio de Lugano, fue una carrera en Suiza que se celebró el 3 de junio de 2018 sobre un recorrido de 185,6 kilómetros con inicio y final en la ciudad de Lugano.
La carrera hizo parte del UCI Europe Tour 2018, dentro de la categoría 1.1
La carrera fue ganada por el corredor austriaco Hermann Pernsteiner del equipo Bahrain Merida, en segundo lugar Kristian Sbaragli (Israel Cycling Academy) y en tercer lugar Enrico Gasparotto (Bahrain Merida).

## Equipos participantes
Tomaron parte en la carrera 17 equipos: 2 de categoría UCI WorldTeam; 6 de categoría Profesional Continental; y 9 de categoría Continental. Formando así un pelotón de 136 ciclistas de los que acabaron 29. Los equipos participantes fueron:
| WorldTeams (2)- Bahrain-Merida - UAE Team Emirates Equipos continentales profesionales (6)- Androni Giocattoli-Sidermec - Bardiani CSF - Gazprom-RusVelo - Nippo-Vini Fantini-Europa Ovini - Wilier Triestina-Selle Italia - Israel Cycling Academy Equipos continentales (9)- Polartec-Kometa - Sangemini-MG.Kvis - D'Amico-Utensilnord - Amore & Vita-Prodir - Dauner D&DQ-Akkon - Team Sauerland NRW p/b SKS GERMANY - Biesse Carrera Gavardo - Illuminate - Meridiana Kamen |
| |

## Clasificación final
- Las clasificaciones finalizaron de la siguiente forma:[4]

| \| Clasificación general \| Clasificación general \| Clasificación general \| Clasificación general \| Clasificación general \| \| Ciclista \| Ciclista \| Equipo \| Tiempo \| \| \| --------------------- \| --------------------- \| --------------------------- \| --------------------- \| --------------------- \| \| 1.º \| Hermann Pernsteiner \| Bahrain-Merida \| 4 h 53 min 05 s \| \| \| 2.º \| Kristian Sbaragli \| Israel Cycling Academy \| + 32 s \| \| \| 3.º \| Enrico Gasparotto \| Bahrain-Merida \| + 1 min 33 s \| \| \| 4.º \| Diego Ulissi \| UAE Team Emirates \| + 1 min 40 s \| \| \| 5.º \| Giovanni Visconti \| Bahrain-Merida \| + 1 min 40 s \| \| \| 6.º \| Domenico Pozzovivo \| Bahrain-Merida \| + 1 min 40 s \| \| \| 7.º \| Giulio Ciccone \| Bardiani CSF \| + 1 min 57 s \| \| \| 8.º \| Antonio Nibali \| Bahrain-Merida \| + 2 min 43 s \| \| \| 9.º \| Andrea Vendrame \| Androni Giocattoli-Sidermec \| + 2 min 43 s \| \| \| 10.º \| Michele Gazzara \| Sangemini-MG.Kvis-Vega \| + 3 min 11 s \| \| |                     |                             |                 |
| |                     |                             |                 |
| Fuente: ProCyclingStats |                     |                             |                 |
| Clasificación general |                     |                             |                 |
| Ciclista | Ciclista            | Equipo                      | Tiempo          |
| 1.º | Hermann Pernsteiner | Bahrain-Merida              | 4 h 53 min 05 s |
| 2.º | Kristian Sbaragli   | Israel Cycling Academy      | + 32 s          |
| 3.º | Enrico Gasparotto   | Bahrain-Merida              | + 1 min 33 s    |
| 4.º | Diego Ulissi        | UAE Team Emirates           | + 1 min 40 s    |
| 5.º | Giovanni Visconti   | Bahrain-Merida              | + 1 min 40 s    |
| 6.º | Domenico Pozzovivo  | Bahrain-Merida              | + 1 min 40 s    |
| 7.º | Giulio Ciccone      | Bardiani CSF                | + 1 min 57 s    |
| 8.º | Antonio Nibali      | Bahrain-Merida              | + 2 min 43 s    |
| 9.º | Andrea Vendrame     | Androni Giocattoli-Sidermec | + 2 min 43 s    |
| 10.º | Michele Gazzara     | Sangemini-MG.Kvis-Vega      | + 3 min 11 s    |

## UCI World Ranking
El Gran Premio de Lugano otorga puntos para el UCI Europe Tour 2018 y el UCI World Ranking, este último para corredores de los equipos en las categorías UCI WorldTeam, Profesional Continental y Equipos Continentales. Las siguientes tablas muestran el baremo de puntuación y los 10 corredores que obtuvieron más puntos:
| Posición              | 1.ª | 2.ª | 3.ª | 4.ª | 5.ª | 6.ª | 7.ª | 8.ª | 9.ª | 10.ª |
| Clasificación general | 125 | 85  | 70  | 60  | 50  | 40  | 35  | 30  | 25  | 20   |

| 1.º  | Hermann Pernsteiner | Bahrain Merida              | 125 |
| 2.º  | Kristian Sbaragli   | Israel Cycling Academy      | 85  |
| 3.º  | Enrico Gasparotto   | Bahrain Merida              | 70  |
| 4.º  | Diego Ulissi        | UAE Emirates                | 60  |
| 5.º  | Giovanni Visconti   | Bahrain Merida              | 50  |
| 6.º  | Domenico Pozzovivo  | Bahrain Merida              | 40  |
| 7.º  | Giulio Ciccone      | Bardiani-CSF                | 35  |
| 8.º  | Antonio Nibali      | Bahrain Merida              | 30  |
| 9.º  | Andrea Vendrame     | Androni Giocattoli-Sidermec | 25  |
| 10.º | Michele Gazzara     | Sangemini-MG.Kvis-Vega      | 20  |